# Craftsbury (Vermont)
Craftsbury est une ville américaine située dans le Comté d'Orleans, dans le Vermont. Selon le recensement de 2020, sa population est de 1 343 habitants.